# Ривас, Хесус (мексиканский футболист)
Хесу́с Андре́с Ри́вас Гутье́ррес (исп. Jesús Andrés Rivas Gutiérrez; род. 29 октября 2002, Мехико) — мексиканский футболист, защитник клуба «Пуэбла».

## Клубная карьера
Ривас — воспитанник клуба УНАМ Пумас. 12 января 2020 года в матче против «Пачуки» он дебютировал в мексиканской Примере. В начале 2025 года Ривас перешёл в «Пуэблу» на правах аренды. 13 января в матче против «Монтеррея» он дебютировал за новую команду.